# Championnat du Japon de football 1966
Le Championnat du Japon de football 1966 est la deuxième édition de la Japan Soccer League. 

## Classement
| Pos | Club                        | Pts | J  | G  | N | D  | Bp | Bc | Diff | Note                         |
| --- | --------------------------- | --- | -- | -- | - | -- | -- | -- | ---- | ---------------------------- |
| 1.  | Toyo Industries             | 25  | 14 | 12 | 1 | 1  | 43 | 6  | ＋37 | Champion                     |
| 2.  | Yawata Steel                | 21  | 14 | 10 | 1 | 3  | 33 | 16 | ＋17 |                              |
| 3.  | Furukawa Electric           | 20  | 14 | 9  | 2 | 3  | 30 | 17 | ＋13 |                              |
| 4.  | Mitsubishi Motors           | 18  | 14 | 8  | 2 | 4  | 24 | 24 | ±0   |                              |
| 5.  | Hitachi                     | 13  | 14 | 5  | 3 | 6  | 24 | 28 | －4  |                              |
| 6.  | Toyota Automated Loom Works | 7   | 14 | 2  | 3 | 9  | 10 | 29 | －19 |                              |
| 7.  | Nagoya Bank                 | 4   | 14 | 2  | 0 | 12 | 12 | 34 | －22 | Barrage promotion-relégation |
| 8.  | Yanmar Diesel               | 4   | 14 | 1  | 2 | 11 | 7  | 29 | －22 | Barrage promotion-relégation |

## Barrage promotion-relégation
| JSL                          | Aller | Retour | Senior Cup                           |
| ---------------------------- | ----- | ------ | ------------------------------------ |
| Nagoya Bank (JSL 7e place)   | 2-3   | 1-2    | Nippon Kokan (Finaliste de la Coupe) |
| Yanmar Diesel (JSL 8e place) | 1-0   | 1-1    | Urawa Club (Vainqueur de la Coupe)   |

Nippon Kokan est promu tandis que Nagoya Bank est relégué. C'est le premier club japonais a connaître la relégation. Cerezo Osaka se maintient en D1. 

## Classement des buteurs
| Joueur           | Nombre de buts |
| ---------------- | -------------- |
| Aritatsu Ogi     | 14             |
| Ryuichi Sugiyama | 12             |
| Teruki Miyamoto  | 11             |